# 文斯·布兰德
文斯·德沃·布兰德（英語：Vance DeVoe Brand，1931年5月9日—）曾是一位美国国家航空航天局的宇航员，执行过阿波罗-联盟测试计划、以及任务。